# 55 Cancri e
55 Cancri e (abreviadamente 55 Cnc e), nomeada como Janssen, é um planeta extrassolar que orbita a estrela 55 Cancri, semelhante ao nosso Sol. A sua massa é cerca de 8,63 massas terrestres e o seu diâmetro é quase duas vezes maior que o da Terra, sendo classificado como a primeira superterra descoberta ao redor duma estrela da sequência principal, precedendo ao Gliese 876 d que foi descoberto um ano depois. Leva menos de 18 horas para completar uma órbita e é o planeta mais próximo da estrela conhecido no seu sistema planetário. Até 2010 não tinham sido realizados estudos e cálculos sobre o 55 Cancri e, descoberto em 30 de agosto de 2004, pelo que se pensava que este planeta demorava cerca de 2,8 dias a completar uma órbita. Em outubro de 2012, foi anunciada a hipótese de o 55 Cancri e se tratar de um planeta de carbono.
O planeta e a sua estrela anfitriã são um dos sistemas planetários selecionados pela União Astronómica Internacional como parte do seu processo de debate público para a atribuição dos nomes próprios a exoplanetas e suas estrelas anfitriãs. O processo envolve a nomeação e votação publicas para os novos nomes. Em dezembro de 2015, a IAU anunciou que o nome vencedor era Janssen para este planeta. O nome vencedor foi apresentado pela Real Sociedade Holandesa de Meteorologia e Astronomia. Ele homenageia o pioneiro do telescópio Zacharias Janssen.

## Descoberta

Ilustração animada de 55 Cancri e.

Como a maioria dos planetas extrassolares conhecidos, 55 Cancri e foi descoberto através da detecção de variações da velocidade radial da sua estrela. Isto foi conseguido através de medições sensíveis do efeito Doppler do espectro de 55 Cancri A. 55 Cancri reside a apenas 41 anos-luz da Terra e é composto por uma estrela primária anã amarela (como o Sol) numa larga órbita binária (1 000 Unidades Astronómicas – mil vezes a distância da Terra ao Sol) com uma anã vermelha. Trata-se de um dos cinco planetas deste sistema exoplanetário que se mantém estável dentro desta órbita. Na época da sua descoberta, tinha-se conhecimento de três outros planetas que orbitavam a estrela. Após a contabilização desses planetas, havia indícios de que a sua órbita seria completada em cerca de 2,8 dias e que a sua massa mínima seria 14,2 vezes a massa da Terra numa órbita muito próxima à estrela. Entretanto, novos resultados perturbaram consideravelmente estas observações mais antigas, dando espaço para novas questões.
O sistema estelar 55 Cancri foi um dos primeiros em que se descobriu a existência de planetas extrassolares.

### Controvérsia
Em 2005, a existência do planeta foi questionada por Jack Wisdom numa reanálise dos dados: de acordo com o cientista, para além do planeta com órbita de 2,8 dias, havia um planeta com uma massa semelhante à de Netuno com um período orbital de 261 dias da estrela 55 Cancri A. Em 2007, Debra Fischer e os seus colegas da Universidade Estadual de São Francisco publicaram uma nova análise, que sugeria a existência dos dois planetas (55 Cancri e e 55 Cancri f); o planeta na órbita de 260 dias foi, portanto, designado de 55 Cancri f. Entretanto, em 2010, Rebekah Dawson e Daniel Fabrycky, membros do Harvard-Smithsonian Center for Astrophysics reviram os seus números. Descobriu-se que lacunas no período observacional deturparam as estatísticas e que o verdadeiro período orbital deste exoplaneta deve ser de apenas 0,7365 dias.

### Trânsito
A transição planetária da sua estrela primária foi anunciada a 27 de abril do 2011, baseada em duas semanas de monitorização fotométrica quase contínua com o telescópio espacial MOST. O trânsito ocorre com o período (0,74 dias) e fase que Dawson e Fabrycky haviam estimado. Este é um dos poucos trânsitos planetários confirmados ao redor de uma estrela rigorosamente estudados, o que permitiu aos investigadores indagar sobre a composição do planeta.

## Órbita e massa

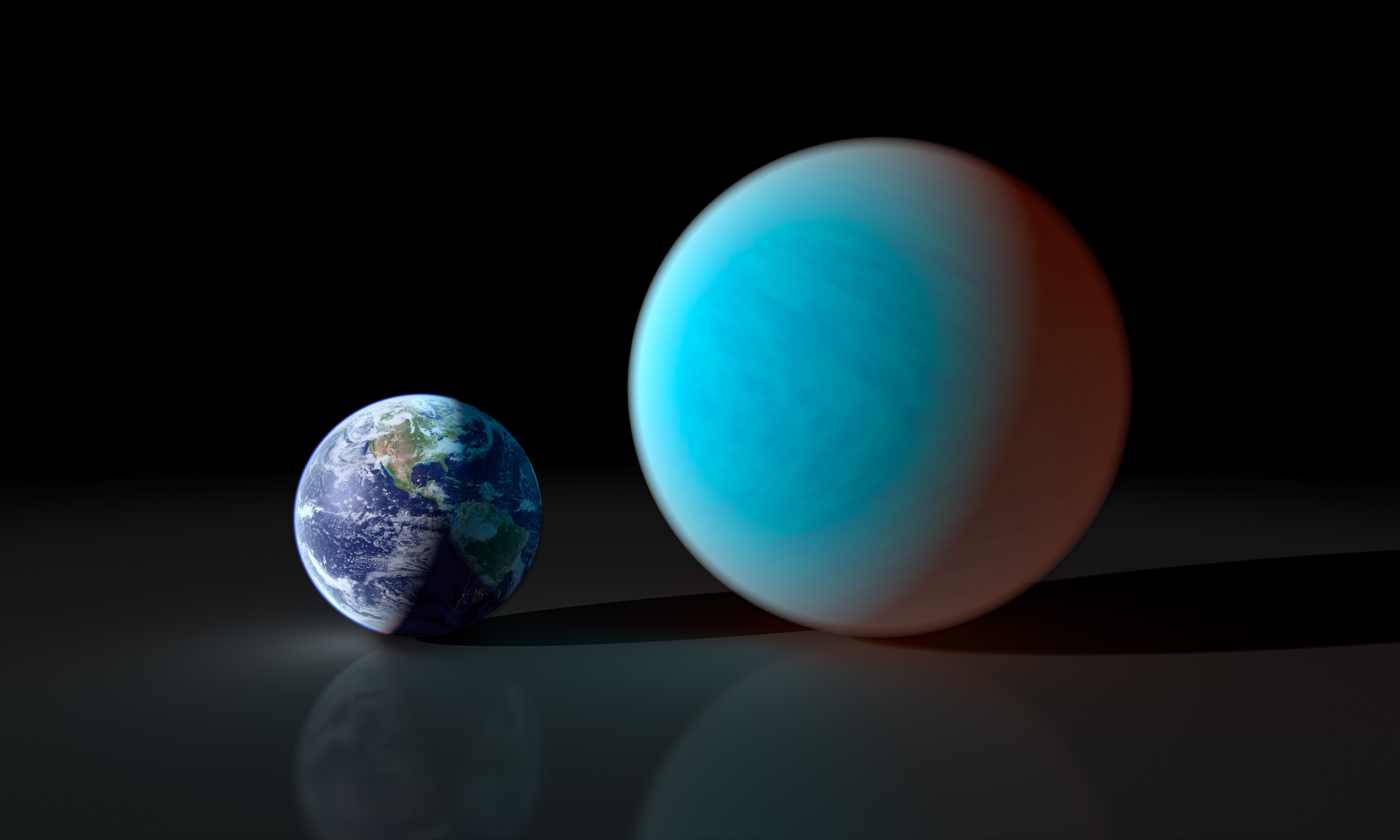
Representação artística comparando o volume com o planeta Terra.

Nas primeiras medições da velocidade radial empregadas para detectar 55 Cancri obteve-se uma massa mínima de 14,31 MT, com um período orbital de 2,8 dias. Entretanto, medidas cada vez mais exatas sugeriam valores mais próximos dos 10,8 MT Em março de 2010, Dawson e a sua equipa descobrem que o período orbital de 2,8 dias não passava de um artifício devido à impossibilidade de se observar a estrela pormenorizadamente. Novos valores revelaram um período de órbita de apenas 17 horas e 46 minutos e um massa em cerca de 8 vezes a massa da Terra, os quais foram propostos por Dawson e confirmados após a detecção do trânsito do planeta sobre a sua estrela, em abril de 2011. O trânsito planetário mostra que a sua inclinação é de cerca de 83,4 ± 1,7. 55 Cancri 'e' é coplanar com 'b'.
Através da combinação de análise estatística rigorosa, modelagem dinâmica e dados observacionais restritivos, obteve-se o primeiro modelo dos cinco exoplanetas de 55 Cancri dinamicamente estável.

## Características
55 Cancri e recebe maior radiação do que Gliese 436 b. 55 Cancri e está bloqueado gravitacionalmente, o que significa que não gira como a Terra — em vez disso, apenas um lado do planeta está permanentemente virado para a sua estrela e o outro é permanentemente noite. As temperaturas no lado "diurno" do planeta variam na ordem dos 2 300 Kelvin (mais de 3 140 Fahrenheit), suficientemente quente para fundir metal.
No início não se sabia ao certo se 55 Cancri e era um pequeno gigante gasoso como Neptuno ou um grande planeta rochoso. Em 2011, um trânsito planetário foi confirmado, permitindo aos cientistas calcular a sua densidade. A principio suspeitava-se que poderia tratar-se de um planeta de água. Visto que as observações iniciais não evidenciaram hidrogénio no seu sinal de trânsito Lyman-alpha, Ehrenreich ponderou sobre a hipótese de esses materiais voláteis poderem ser dióxido de carbono em vez de água ou hidrogénio.
Uma possibilidade alternativa é que 55 Cancri e seja um planeta sólido feito de material rico em carbono, ao invés de material rico em oxigénio, que é o que compõe os planetas terrestres no nosso sistema solar. Neste caso, cerca de um terço da massa do planeta seria de carbono, muita dessa massa poderia estar na forma de diamante, como resultado das altas temperaturas e pressões no interior do planeta. Entretanto, são necessárias mais observações para confirmar a natureza do planeta, dado que a variabilidade presente é algo que ainda não se observara em mais lado nenhum, sendo que não existe nenhuma explicação convencional robusta.

### Vulcanismo

Pôster do "Exoplanet Travel Bureau" da NASA para 55 Cancri e.

Pela primeira vez, investigadores liderados pela Universidade de Cambridge detetaram mudanças descontroladas de temperatura num planeta rochoso fora do Sistema Solar, e observaram um aumento de temperatura ao longo de um período de dois anos. Estas grandes variações de temperatura da superfície de 55 Cancri e, possíveis de ser observadas graças ao Telescópio Espacial Spitzer da NASA, têm sido atribuídas a uma possível atividade vulcânica que libera imensas plumas de gás e poeira que ocasionalmente cobrem a superfície do planeta e bloqueando as irradiações térmicas; superfície esta que pode estar parcialmente fundida.